# AMBIO
AMBIO: A Journal of the Human Environment — оглядовий науковий журнал видається 8 разів на рік Springer Science+Business Media на паях з Royal Swedish Academy of Sciences. Засновано в 1972 р. Відповідальний редактор Bo Söderström (Royal Swedish Academy of Sciences). Тематика журналу перш за все стосується довкілля людини, зокрема, екологія, економіка довкілля, геологія, геохімія, геофізика, фізична географія, географія людини, палеонтологія, гідрологія, водні ресурси, океанологія, науки про Землю, метеорологія та ін.
За висновком Journal Citation Reports, в 2013 р. impact factor журналу становив 2.973.

## Ресурси Інтернету
- Офіційний сайт